# The Rite of Strings
The Rite of Strings es el único álbum de los virtuosos Al Di Meola, Stanley Clarke & Jean-Luc Ponty, después de su gira alrededor del mundo, en 1995. El álbum fue grabado en Studio 56, Hollywood.
Actualmente el trío se ha reunido para tocar en el festival francés de jazz "Jazz in Marciac".

## Listado de temas
1. "Indigo" (Al Di Meola) – 7:15
2. "Renaissance" (Jean-Luc Ponty) – 4:33
3. "Song To John" (Stanley Clarke & Chick Corea) – 6:00
  - Dedicado a la memoria de John Coltrane.
4. "Chilean Pipe Song" (Al Di Meola) – 6:12
5. "Topanga" (Stanley Clarke) – 5:50
6. "Morocco" (Al Di Meola) – 5:45
7. "Change Of Life" (Jean-Luc Ponty) – 5:30
8. "La Canción De Sofia" (Stanley Clarke) – 8:30
9. "Memory Canyon" (Jean-Luc Ponty) – 6:00

## Integrantes
- Al Di Meola: guitarrista.
- Stanley Clarke: bajo acústico.
- Jean-Luc Ponty: violín.

- Datos: Q7760935